# Atlanta Tennis Challenge
L'Atlanta Tennis Challenge è stato un torneo professionistico maschile di tennis giocato a Fort Myers dal 1985 al 1986, a Orlando dal 1987 al 1991 e ad Atlanta dal 1992 al 2001. La superficie utilizzata è stata il cemento dal 1985 al 1991 e la terra verde dal 1992 al 2001.
Nato nel 1985 come evento del circuito Grand Prix, con l'inaugurazione nel 1990 dell'ATP Tour il torneo è entrato a far parte delle ATP World Series, che nel 2000 hanno preso il nome ATP International Series. Nel corso degli anni il torneo ha cambiato diversi sponsor, l'ultimo dei quali è stato Verizon.

## Albo d'oro

### Singolare
| Città      | Anno | Vincitore            | Finalista            | Punteggio           |
| ---------- | ---- | -------------------- | -------------------- | ------------------- |
| Fort Myers | 1985 | Ivan Lendl           | Jimmy Connors        | 6–3, 6–2            |
| Fort Myers | 1986 | Ivan Lendl           | Jimmy Connors        | 6–2, 6–0            |
| Orlando    | 1987 | Christo van Rensburg | Jimmy Connors        | 6–3, 3–6, 6–1       |
| Orlando    | 1988 | Andrej Česnokov      | Miloslav Mečíř       | 7–6(6), 6–1         |
| Orlando    | 1989 | Andre Agassi         | Brad Gilbert         | 6–2, 6–1            |
| Orlando    | 1990 | Brad Gilbert         | Christo van Rensburg | 6–2, 6–1            |
| Orlando    | 1991 | Andre Agassi         | Derrick Rostagno     | 6–2, 1–6, 6–3       |
| Atlanta    | 1992 | Andre Agassi         | Pete Sampras         | 7–5, 6–4            |
| Atlanta    | 1993 | Jacco Eltingh        | Bryan Shelton        | 7–6(1), 6–2         |
| Atlanta    | 1994 | Michael Chang        | Todd Martin          | 6(4)–7, 7–6(4), 6–0 |
| Atlanta    | 1995 | Michael Chang        | Andre Agassi         | 6–2, 6(5)–7, 6–4    |
| Atlanta    | 1996 | Karim Alami          | Nicklas Kulti        | 6–3, 6–4            |
| Atlanta    | 1997 | Marcelo Filippini    | Jason Stoltenberg    | 7–6(2), 6–4         |
| Atlanta    | 1998 | Pete Sampras         | Jason Stoltenberg    | 6(2)–7, 6–3, 7–6(4) |
| Atlanta    | 1999 | Stefan Koubek        | Sébastien Grosjean   | 6–1, 6–2            |
| Atlanta    | 2000 | Andrew Ilie          | Jason Stoltenberg    | 6–3, 7–5            |
| Atlanta    | 2001 | Andy Roddick         | Xavier Malisse       | 6–2, 6–4            |

### Doppio
| Città      | Anno | Vincitori                          | Finalisti                             | Punteggio           |
| ---------- | ---- | ---------------------------------- | ------------------------------------- | ------------------- |
| Fort Myers | 1985 | Ken Flach Robert Seguso            | Sammy Giammalva Jr. David Pate        | 3–6, 6–3, 6–3       |
| Fort Myers | 1986 | Andrés Gómez Ivan Lendl            | Peter Doohan Paul McNamee             | 7–5, 6–4            |
| Orlando    | 1987 | Kim Warwick Paul Annacone          | Christo van Rensburg Sherwood Stewart | 6–3, 3–6, 6–1       |
| Orlando    | 1988 | Guy Forget Yannick Noah            | Sherwood Stewart Kim Warwick          | 6–4, 6–4            |
| Orlando    | 1989 | Scott Davis Tim Pawsat             | Ken Flach Robert Seguso               | 7–5, 5–7, 6–4       |
| Orlando    | 1990 | Scott Davis David Pate             | Alfonso Mora Brian Page               | 6–3, 7–5            |
| Orlando    | 1991 | Luke Jensen Scott Melville         | Nicolás Pereira Pete Sampras          | 6(5)–7, 7–6(6), 6–3 |
| Atlanta    | 1992 | Steve DeVries David Macpherson     | Dave Randall Mark Keil                | 6–3, 6–3            |
| Atlanta    | 1993 | Paul Annacone Richey Reneberg      | Todd Martin Jared Palmer              | 6–4, 7–6            |
| Atlanta    | 1994 | Jared Palmer Richey Reneberg       | Francisco Montana Jim Pugh            | 4–6, 7–6, 6–4       |
| Atlanta    | 1995 | Sergio Casal Emilio Sánchez        | Jared Palmer Richey Reneberg          | 6–7, 6–3, 7–6       |
| Atlanta    | 1996 | Christo van Rensburg David Wheaton | Bill Behrens Matt Lucena              | 7–6, 6–2            |
| Atlanta    | 1997 | Jonas Björkman Nicklas Kulti       | Scott Davis Kelly Jones               | 6–2, 7–6            |
| Atlanta    | 1998 | Ellis Ferreira Brent Haygarth      | Alex O'Brien Richey Reneberg          | 6–3, 0–6, 6–2       |
| Atlanta    | 1999 | Patrick Galbraith Justin Gimelstob | Todd Woodbridge Mark Woodforde        | 5–7, 7–6(4), 6–3    |
| Atlanta    | 2000 | Ellis Ferreira Rick Leach          | Mark Knowles Justin Gimelstob         | 6–3, 6–4            |
| Atlanta    | 2001 | Mahesh Bhupathi Leander Paes       | Rick Leach David Macpherson           | 6–3, 7–6(7)         |